# Naturschutzgebiet Spitalholz bei Gochsheim
Das Naturschutzgebiet Spitalholz bei Gochsheim liegt im Naturraum Schweinfurter Becken und erstreckt sich über eine Fläche von rund 25 Hektar. Es befindet sich im Gebiet der Gemeinde Gochsheim im unterfränkischen Landkreis Schweinfurt, etwa zwischen der Stadt Schweinfurt im Norden und Gochsheim im Osten. Die Ausweisung als Schutzgebiet erfolgte im Jahr 1998.

## Geographische Lage
Das Schutzgebiet liegt am nördlichen Rand des Naturraums Schweinfurter Becken, unmittelbar am nordwestlichen Rand der Gemeinde Gochsheim, kurz vor der Grenze zur Stadt Schweinfurt.
Östlich des Naturschutzgebiets liegt der Kernort Gochsheim, während südlich Schwebheim angrenzt. In dieser Richtung befindet sich auch das ökologisch wertvolle Naturschutzgebiet Riedholz und Grettstädter Wiesen.
Südwestlich des Naturschutzgebiets schließt sich der geschützte Landschaftsbestandteil Auerstücksee und Hirtenbachaue mit Umgebung an, ebenso wie die Gemeinden Bergrheinfeld und Grafenrheinfeld, die ebenfalls im Landkreis Schweinfurt liegen. Darüber hinaus ist das Naturschutzgebiet Teil des Vogelschutzgebiets Maintal zwischen Schweinfurt und Dettelbach.